# Valentin Kolevski
Valentin Kolevski (* 18. listopadu 1990) je bývalý severomakedonský fotbalový obránce, který naposledy nastupoval za severomakedonský prvoligový klub FK Pobeda Prilep. V létě 2013 byl na testech v českém prvoligovém celku FC Vysočina Jihlava, ale neuspěl.